# Robinson (Comic)
Robinson war die bekannteste Comicserie, die in den 1950er und 1960er Jahren beim Gerstmayer Verlag bzw. dessen fingierten Herausgebern erschienen ist. Zeichner dieses Comics waren im Wesentlichen Willi Kohlhoff und Helmut Nickel.

## Handlung und Personen
Der auf dem Roman Robinson Crusoe von Daniel Defoe basierende Comic handelt von dem Reisenden Robinson, der, begleitet von dem Jungen Xury und der Portugiesin Gracia, Reisen in ferne Länder unternimmt, während der regelmäßig Gracia von Robinson aus den unterschiedlichsten Gefahrensituationen gerettet werden muss. Insgesamt nimmt das Insulaner-Dasein Robinsons im Vergleich zu anderen Robinsonaden nur wenig Platz ein und die Serie löst sich später vollständig von der literarischen Vorlage. Der Sidekick Xury war so angelegt, dass er im Gegensatz zum ernsten und heroischen Robinson für die komische Note sorgte.

## Zeichner und Veröffentlichungen
Robinson erschien in den Jahren 1953 bis 1964 beim Gerstmayer Verlag und den ihm zuzuordnenden Verlagshäusern Verlag für moderne Literatur, Titanus Verlag, Druck- und Verlagsanstalt Gerstmayer und Druck- und Verlagsanstalt mit insgesamt 222 Heften; dabei handelte es sich nur bis Heft Nummer 125 um Erstausgaben, danach erschienen nur Wiederholungen. Ursprünglich nur schwarz-weiß gehalten, wurde der Comic bei laufender Produktion auf Vierfarbdruck umgestellt. 1957 wurden Teile der bis zu diesem Zeitpunkt erschienenen Hefte im Piccolo-Format nachgedruckt. Weitere Nachdrucke gab es als Robinson-Sonderheft und als sogenannte Robinsonade. Teile der Reihe wurden in den 1970er Jahren als Comixene-Sonderbände veröffentlicht. 1979 und 1980 erfolgte im Norbert Hethke Verlag ein Nachdruck der ersten 125 Hefte der Serie in insgesamt 32 Sammelbänden.
Es war vorgesehen, Robinson schon nach wenigen Ausgaben wieder einzustellen und durch Kohlhoffs Reihe Tajo Tagori zu ersetzen, doch aufgrund zahlreicher Leserproteste sah sich der Gerstmayer Verlag veranlasst, dieses Vorhaben aufzugeben.
Die Heftnummern 1 bis 7 und 9 bis 18 wurden von Kohlhoff gezeichnet, der, unterbrochen durch die Hefte 20 und 21, die von Helmuth Steinmann gezeichnet wurden, von Nickel abgelöst wurde, der aufgrund einer urlaubsbedingten Abwesenheit Kohlhoffs auch schon für das Heft Nummer 8 verantwortlich war. Der Zeichnerwechsel war dem Umstand geschuldet, dass Kohlhoff eine Tätigkeit als Polizeizeichner annahm und somit dem Verlag als Zeichner nicht mehr zur Verfügung stand.

## Rezeption
Laut Andreas C. Knigge zählt Robinson „zu den schönsten Comic-Reihen des ‚Golden Age‘“. Für Bernd Dolle-Weinkauff „besitzen die häufigen Konfrontationen des [von Kohlhoff] als nordischen Herrenmensch konnotierten Helden mit allerlei ‚Wilden‘ peinlich rassistische Züge“. Dolle-Weinkauff lobt aber „das differenzierte historisch-geographische und völkerkundliche Kolorit“ von Nickels Robinson.